# Grasshopper-kanon
Het Grasshopper-kanon was een 3 ponder-kanon dat door de Britten werd ontworpen in de 18e eeuw. Het was een klein en licht kanon met grote wielen. Dankzij deze eigenschappen was het kanon goed te verplaatsen door de infanterie, ook op ruig terrein. Het kanon kende een grote terugslag bij het vuren. Daarom kreeg dit kanon de bijnaam grasshopper (sprinkhaan). Het kanon werd onder andere gebruikt in de Slag bij Cowpens tijdens de Amerikaanse Revolutie.
De uitgeboorde loop was vervaardigd van het dure materiaal brons. Brons is veel sterker dan ijzer, daarom was de loop veel dunner dan andere ijzeren kanonnen van die tijd. Ook was brons veel veiliger. Als er een defect zou optreden in een ijzeren kanon zou het kanon versplinteren door de kracht van de explosie, met fatale gevolgen voor de kanonniers. Doordat brons veel sterker is, zou het kanon enkel scheuren. Uiteraard zou het kanon dan onbruikbaar geworden zijn, maar voor de bemanning was het een stuk veiliger.

## Belangrijke gevechten met het kanon
- De slag bij Cowpens in de Amerikaanse Revolutie
- De slag bij Guilford Courthouse in de Amerikaanse Revolutie
- De slag bij Yorktown in de Amerikaanse Revolutie
- De slag bij Frenchtown in de Oorlog van 1812
- De slag bij Queenston Heights in de Oorlog van 1812